# Sander Boschker
Sander Bernard Jozef Boschker (Lichtenvoorde; 20 de octubre de 1970) es un exfutbolista neerlandés que jugaba en la posición de portero. Ha desarrollado toda su carrera en el F. C. Twente, con un pequeño paso por el Ajax de Ámsterdam.

## Selección nacional
Fue internacional con la Selección de fútbol de los Países Bajos en una ocasión y además fue incluido en la selección que disputó la Copa Mundial de Fútbol de 2010.

### Participaciones en Copas del Mundo
| Copa              | Sede      | Resultado  | Partidos | Goles |
| ----------------- | --------- | ---------- | -------- | ----- |
| Copa Mundial 2010 | Sudáfrica | Subcampeón | 0        | 0     |

## Estadísticas

### Clubes
| Club | Div.          | Temporada     | Liga  | Liga  | KNVB Beker | KNVB Beker | Torneos internacionales(1) | Torneos internacionales(1) | Otros(2) | Otros(2) | Total | Total |
| Club | Div.          | Temporada     | Part. | Goles | Part.      | Goles      | Part.                      | Goles                      | Part.    | Goles    | Part. | Goles |
| --- | ------------- | ------------- | ----- | ----- | ---------- | ---------- | -------------------------- | -------------------------- | -------- | -------- | ----- | ----- |
| F. C. Twente · Países Bajos | 1.ª           | 1989-90       | 1     | 0     | 0          | 0          | 0                          | 0                          | —        | —        | 1     | 0     |
| F. C. Twente · Países Bajos | 1.ª           | 1990-91       | 0     | 0     | 0          | 0          | 0                          | 0                          | —        | —        | 0     | 0     |
| F. C. Twente · Países Bajos | 1.ª           | 1991-92       | 23    | 0     | 1          | 0          | —                          | —                          | —        | —        | 24    | 0     |
| F. C. Twente · Países Bajos | 1.ª           | 1992-93       | 9     | 0     | 1          | 0          | —                          | —                          | —        | —        | 10    | 0     |
| F. C. Twente · Países Bajos | 1.ª           | 1993-94       | 34    | 0     | 2          | 0          | 2                          | 0                          | —        | —        | 38    | 0     |
| F. C. Twente · Países Bajos | 1.ª           | 1994-95       | 31    | 0     | 5          | 0          | 2                          | 0                          | —        | —        | 38    | 0     |
| F. C. Twente · Países Bajos | 1.ª           | 1995-96       | 23    | 0     | 6          | 0          | —                          | —                          | —        | —        | 29    | 0     |
| F. C. Twente · Países Bajos | 1.ª           | 1996-97       | 34    | 0     | 3          | 0          | —                          | —                          | —        | —        | 37    | 0     |
| F. C. Twente · Países Bajos | 1.ª           | 1997-98       | 34    | 0     | 5          | 0          | 6                          | 0                          | —        | —        | 45    | 0     |
| F. C. Twente · Países Bajos | 1.ª           | 1998-99       | 34    | 0     | 4          | 0          | 4                          | 0                          | —        | —        | 42    | 0     |
| F. C. Twente · Países Bajos | 1.ª           | 1999-00       | 34    | 0     | 4          | 0          | —                          | —                          | —        | —        | 38    | 0     |
| F. C. Twente · Países Bajos | 1.ª           | 2000-01       | 34    | 0     | 6          | 0          | —                          | —                          | —        | —        | 40    | 0     |
| F. C. Twente · Países Bajos | 1.ª           | 2001-02       | 33    | 0     | 1          | 0          | 4                          | 0                          | 1        | 0        | 39    | 0     |
| F. C. Twente · Países Bajos | 1.ª           | 2002-03       | 32    | 0     | 2          | 0          | —                          | —                          | —        | —        | 34    | 0     |
| F. C. Twente · Países Bajos | 1.ª           | 2004-05       | 30    | 0     | 4          | 0          | —                          | —                          | —        | —        | 34    | 0     |
| F. C. Twente · Países Bajos | 1.ª           | 2005-06       | 26    | 0     | 2          | 0          | —                          | —                          | 6        | 0        | 34    | 0     |
| F. C. Twente · Países Bajos | 1.ª           | 2006-07       | 34    | 0     | 3          | 0          | 4                          | 0                          | 2        | 0        | 43    | 0     |
| F. C. Twente · Países Bajos | 1.ª           | 2007-08       | 34    | 0     | 1          | 0          | 2                          | 0                          | 4        | 0        | 41    | 0     |
| F. C. Twente · Países Bajos | 1.ª           | 2008-09       | 29    | 0     | 6          | 0          | 9                          | 0                          | —        | —        | 44    | 0     |
| F. C. Twente · Países Bajos | 1.ª           | 2009-10       | 34    | 0     | 2          | 0          | 11                         | 0                          | —        | —        | 47    | 0     |
| F. C. Twente · Países Bajos | 1.ª           | 2010-11       | 4     | 0     | 6          | 0          | 2                          | 0                          | 0        | 0        | 12    | 0     |
| F. C. Twente · Países Bajos | 1.ª           | 2011-12       | 8     | 0     | 0          | 0          | 0                          | 0                          | 2        | 0        | 10    | 0     |
| F. C. Twente · Países Bajos | 1.ª           | 2012-13       | 7     | 0     | 2          | 0          | 3                          | 0                          | 4        | 0        | 16    | 0     |
| F. C. Twente · Países Bajos | 1.ª           | 2013-14       | 0     | 0     | 0          | 0          | 0                          | 0                          | 0        | 0        | 0     | 0     |
| F. C. Twente · Países Bajos | Total club    | Total club    | 562   | 0     | 66         | 0          | 49                         | 0                          | 19       | 0        | 696   | 0     |
| Ajax de Ámsterdam · Países Bajos | 1.ª           | 2003-04       | 0     | 0     | 0          | 0          | 0                          | 0                          | —        | —        | 0     | 0     |
| Total carrera | Total carrera | Total carrera | 562   | 0     | 66         | 0          | 49                         | 0                          | 19       | 0        | 696   | 0     |
| (1) Incluye datos de la Copa Intertoto, Copa de la UEFA, Liga de Campeones y Liga Europa. (2) Incluye datos de la Supercopa de los Países Bajos y Playoffs de la Eredivisie. |               |               |       |       |            |            |                            |                            |          |          |       |       |

## Palmarés

### Campeonatos nacionales
| Título                        | Club              | País         | Año  |
| ----------------------------- | ----------------- | ------------ | ---- |
| Copa de los Países Bajos      | F. C. Twente      | Países Bajos | 2001 |
| Eredivisie                    | Ajax de Ámsterdam | Países Bajos | 2004 |
| Eredivisie                    | F. C. Twente      | Países Bajos | 2010 |
| Copa de los Países Bajos      | F. C. Twente      | Países Bajos | 2011 |
| Supercopa de los Países Bajos | F. C. Twente      | Países Bajos | 2011 |

### Campeonatos internacionales
| Título         | Club         | Sede     | Año  |
| -------------- | ------------ | -------- | ---- |
| Copa Intertoto | F. C. Twente | Enschede | 2006 |